# Ji Dong-won
Ji Dong-Won (Jeju, 28 mei 1991) is een Zuid-Koreaans voetballer die doorgaans als aanvaller speelt. Hij verruilde FC Augsburg in juli 2019 transfervrij voor FSV Mainz 05. Ji debuteerde in 2010 in het Zuid-Koreaanse voetbalelftal speelt.

## Clubcarrière
Ji debuteerde in 2010 in het betaald voetbal in het shirt van Chunnam Dragons. In juni 2011 stapte hij over naar Sunderland, op dat moment spelend in de Premier League. Hij ondertekende een driejarig contract.

## Clubstatistieken
| Seizoen | Club              | Land       | Competitie     | Wedstrijden | Goals |
| ------- | ----------------- | ---------- | -------------- | ----------- | ----- |
| 2010    | Chunnam Dragons   | Zuid-Korea | K-League       | 22          | 7     |
| 2011    | Chunnam Dragons   | Zuid-Korea | K-League       | 11          | 3     |
| 2011/12 | Sunderland AFC    | Engeland   | Premier League | 19          | 2     |
| 2012/13 | → FC Augsburg     | Duitsland  | Bundesliga     | 17          | 5     |
| 2013/14 | Sunderland AFC    | Engeland   | Premier League | 5           | 0     |
| 2013/14 | FC Augsburg       | Duitsland  | Bundesliga     | 12          | 1     |
| 2014/15 | Borussia Dortmund | Duitsland  | Bundesliga     | 0           | 0     |
| 2014/15 | FC Augsburg       | Duitsland  | Bundesliga     | 12          | 0     |
| 2015/16 | FC Augsburg       | Duitsland  | Bundesliga     | 21          | 0     |
| 2016/17 | FC Augsburg       | Duitsland  | Bundesliga     | 34          | 3     |
| 2017/18 | FC Augsburg       | Duitsland  | Bundesliga     | 3           | 0     |
| 2017/18 | → SV Darmstadt 98 | Duitsland  | 2.Bundesliga   | 16          | 2     |
| Totaal  | Totaal            | Totaal     | Totaal         | 172         | 23    |

## Interlandcarrière
Ji nam met het Zuid-Koreaans olympisch voetbalelftal onder leiding van bondscoach Hong Myung-Bo deel aan de Olympische Spelen van 2012 in Londen.

## Erelijst
- Koreaanse FA Cup 2010: topscorer

1 Rieß ·
2 Mwene ·
3 Jenz ·
4 Barkok ·
5 Leitsch ·
6 Sano ·
7 Lee ·
8 Nebel ·
9 Onisiwo ·
11 Sieb ·
14 Hong ·
16 Bell ·
17 Vidović ·
18 Amiri ·
19 Caci ·
21 Da Costa ·
22 Veratschnig ·
25 Hanche-Olsen ·
27 Zentner ·
29 Burkardt ·
30 Widmer  ·
31 Kohr ·
33 Batz ·
41 Shabani ·
44 Weiper ·
47 Dal ·
Coach: Henriksen
· Assistent-coach: Silberbauer